# 앤드루 레드메인
앤드루 제임스 레드메인(영어: Andrew James Redmayne, 1989년 1월 13일 ~ )는 호주의 축구 선수로 현재 시드니 FC에서 골키퍼로 활약하고 있다.

## 선수 경력

### 클럽
2007년 호주 2부 리그인 빅토리아 프리미어리그 소속팀인 AIS에 입단한 후 2008 시즌까지 17경기를 소화했고 이후 센트럴코스트 매리너스, 브리즈번 로어에서 활동하며 브리즈번의 리그 2연패(2010-11, 2011-12)를 경험했다.
그리고 2011-12 시즌 종료 후 멜버른 시티로 이적하여 2014-15 시즌까지 멜버른 시티의 준주전 골키퍼로 공식전 49경기를 소화하며 2014-15 A리그 4강 진출에 일조한 뒤 2014-15 시즌 이후 웨스턴 시드니 원더러스로 이적하여 2016-17 시즌 중반까지 공식전 37경기를 소화하며 2015-16 A리그 그랜드파이널 준우승에 공헌했다.
그 후 2017년 1월 웨스턴 시드니의 지역 라이벌인 시드니 FC로 이적한 후 리그 그랜드파이널 3회 우승(2016-17, 2017-18, 2019-20) 및 1회 준우승(2020-21), 2017-18 리그 그랜드파이널 4강 진출, 2017년 FFA컵 우승, 2018년 FFA컵 준우승, 2021년 FFA컵 4강 진출에 공헌하는 등 현재까지도 시드니 FC의 주전 골키퍼로 맹활약하고 있다.

### 국가대표팀
2019년 6월 7일 부산아시아드주경기장에서 열린 대한민국과의 원정 친선 경기에서 호주 A대표팀 소속으로 국제 A매치 데뷔전을 치렀고 이후 2022년 6월 13일 열린 페루와의 2022년 FIFA 월드컵 예선 대륙간 플레이오프에서 연장 종료 직전 팀의 주전 골키퍼인 매슈 라이언을 대신해 교체 투입되어 승부차기에서 상대팀 3번째 키커인 루이스 아드빈쿨라의 실축을 유도한데 이어 마지막 키커인 알렉스 발레라의 킥까지 정확하게 막아내며 호주의 5회 연속 월드컵 본선 진출의 일등공신이 되었다.

## 수상

### 클럽
브리즈번 로어
- A리그 : 우승 (2010-11, 2011-12)

멜버른 시티
- A리그 : 4강 (2014-15)

웨스턴 시드니 원더러스
- A리그 : 준우승 (2015-16)

시드니 FC
- A리그 : 우승 (2016-17, 2017-18, 2019-20), 준우승 (2020-21), 4강 (2017-18)
- FFA컵 : 우승 (2017), 준우승 (2018), 4강 (2021)

### 국가대표팀
호주 U-20
- AFF U-19 챔피언십 : 우승 (2008)

### 개인
- 호주 프로 축구 선수 협회 선정 A리그 올해의 팀 : 2017-18
- A리그 올해의 골키퍼 : 2019-20
- A리그 올스타 : 2022